# 中国社会主义青年团第一次全国代表大会
中国社会主义青年团第一次全国代表大会（简称团一大）是中国社会主义青年团（中国共产主义青年团的前身）的第一次全国代表大会，在广州东园内的一座竹棚里举行，谭平山、张太雷、蔡和森、邓中夏等25位代表出席，代表全国17个地方的团组织。开幕式上，少共国际驻华代表塞奇·达林做了《国际帝国主义与中国及中国社会主义青年团》的主旨报告。

## 代表
- 蔡和森
- 邓中夏
- 张太雷
- 许白昊
- 方国昌（施存统）
- 俞秀松
- 易礼容
- 王振翼
- 陈子博
- 谭平山
- 莫耀明
- 李树彝
- 吕一鸣
- 王仲强
- 谭植棠
- 金家凤
- 张仲毅
- 张继武
- 张绍康
- 梁复燃
- 陈公博
- 叶纫芳
- 李峙山
- 梁桂华
- 谢英伯

## 会址
广州东园为中国社会主义青年团第一次全国代表大会会址、省港罢工委员会旧址，1962年成为广东省文物保护单位。
1926年11月6日，东园在一次人为放火中化为灰烬，东园原有洋楼三座，自罢工委员会入驻后，远不够用，于是在园中空地搭建几十座竹棚、葵棚，几无隙地。下午三点，突发火警，“将该园之楼宇完全付诸一炬，所有罢工委员会之存款、印信、案卷、银物衣服、行李等一扫而空”。仅剩门楼。现存“东园”门楼匾额，上款“宣统庚戌冬月”，意谓落成时间为1910年冬，下款“邻水李准书”。今所见的“东园红楼”，系于1984年重建。